# Brezovac (Novska)
Brezovac je naselje u Republici Hrvatskoj u Sisačko-moslavačkoj županiji, u sastavu grada Novske.

## Zemljopis
Brezovac se nalaze sjeverno od Novske na južnim obroncima Blatuškoga brda.

## Stanovništvo
Prema popisu stanovništva iz 2011. godine Brezovac je imao 9 stanovnika.
| broj stanovnika |       |       |       | 303   |       |       |       |       | 338   | 308   | 288   | 260   | 209   | 151   | 9     | 9     | 2     |
|                 | 1857. | 1869. | 1880. | 1890. | 1900. | 1910. | 1921. | 1931. | 1948. | 1953. | 1961. | 1971. | 1981. | 1991. | 2001. | 2011. | 2021. |